# Masahide Hiraoka
Masahide Hiraoka (平岡 将豪 Hiraoka Masahide?), född 12 maj 1995 i Fukuoka prefektur, är en japansk fotbollsspelare.
Hiraoka började sin karriär 2014 i AC Nagano Parceiro. Efter AC Nagano Parceiro spelade han för Azul Claro Numazu och Iwaki FC.